# Gedeon Barcza
Gedeon Barcza (Kisújszállás, 21 agosto 1911 – Budapest, 27 febbraio 1986) è stato uno scacchista ungherese.

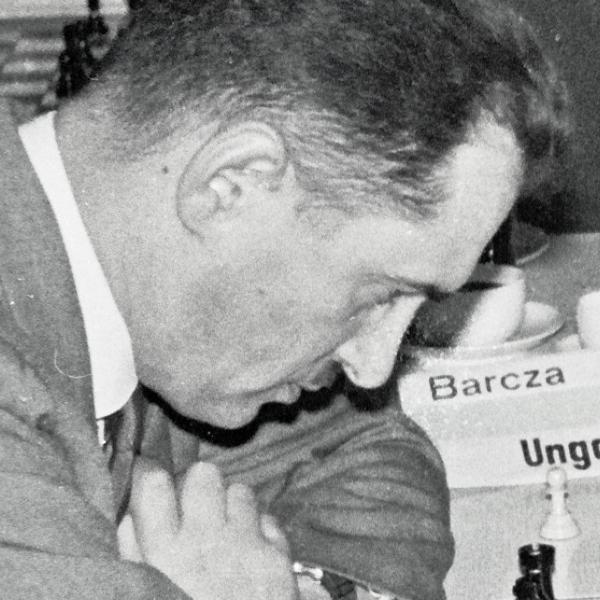
Gedeon Barcza, 1961

È stato uno dei giocatori che si è aggiudicato più volte il campionato ungherese di scacchi: è stato infatti campione otto volte (1942, 1943, 1947, 1950, 1951, 1955, 1957 e 1958). Ai campionati europei il miglior piazzamento è stato il sesto posto del 1942 (prima edizione del campionato). Ai tornei interzonali il suo miglior risultato è stato il quattordicesimo posto del torneo di Stoccolma (1962) e il quindicesimo di Saltsjöbaden (1952).
Ha partecipato per l'Ungheria a sette Olimpiadi degli scacchi (1952, 1954, 1956, 1958, 1960, 1962 e 1968), vincendo tre medaglie individuali (un oro come terza scacchiera nel 1954, un argento come seconda scacchiera nel 1956 e un bronzo come prima riserva nel 1968) e un bronzo con la squadra (1956).
Nel 1950 gli fu assegnato il titolo di Maestro Internazionale, e nel 1954 quello di Grande maestro.
L'apertura 1.Cf3 d5 2.g3 è nota come sistema Barcza, in suo onore.